# Эффект Расёмона

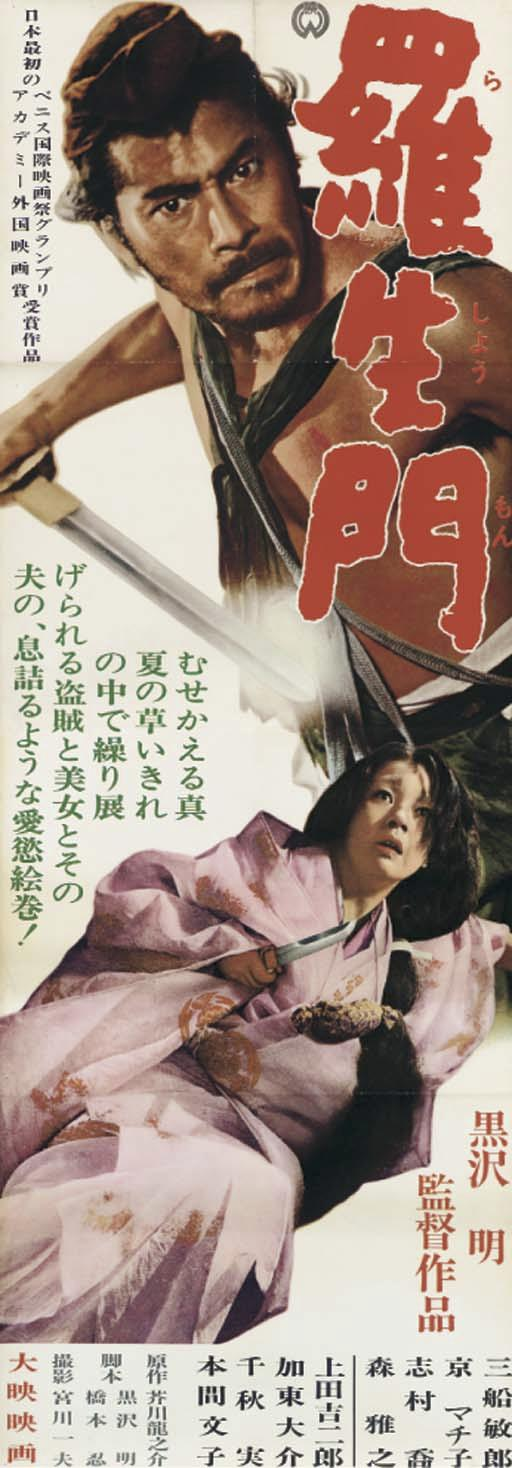
Оригинальный японский плакат из переиздания 1962 года

Эффект Расёмона — термин, связанный с недостоверностью очевидцев и описывающий ситуацию, в которой событие получает противоречивые субъективные интерпретации или описания вовлечёнными лицами.
Эффект назван в честь фильма Акиры Куросавы «Расёмон» 1950 года, в котором убийство по-разному описывается четырьмя свидетелями, противоречащими друг другу. Термин относится к мотивам, механизму и описанию обстоятельств, а также обращается к оспариваемым интерпретациям произошедших событий, определяя субъективность и объективность человеческого восприятия, памяти и коммуникации.

## История и концептуальное развитие термина
Эффект Расёмона был определён в современном академическом контексте как «обозначение эпистемологической структуры — или способов мышления, знания и запоминания — необходимых для понимания сложных и неоднозначных ситуаций».
История эффекта и его метаморфоз в кино, литературе, юридических толкованиях, психологии, социологии и истории является предметом исследования многих авторов в книге, изданной в 2015 году под редакцией Блэра Дэвиса, Роберта Андерсона и Джен Уоллс.
Валери Алия назвала тот же эффект «Принципом Расёмона» и широко использовала новое название с конца 1970-х годов, впервые опубликовав его в эссе о политике журналистики в 1982 году. В дальнейшем она развила концепцию термина в эссе 1997 года «Принцип Расёмона: журналист как этнограф» и в книге 2004 г. «Этика СМИ и социальные изменения».
Наглядную демонстрацию этого принципа в научном исследовании можно также найти в журнальной статье Карла Г. Хайдера об этнографии за 1988 год. Хайдер использовал термин для обозначения влияния субъективности восприятия на воспоминание, благодаря которому наблюдатели события могут создавать существенно разные, но одинаково правдоподобные отчеты о нём.
В деле «The Australian Institute for Progress Ltd v The Electoral Commission of Queensland & Ors (No 2)», Эпплгарт Дж. описывал его следующим образом:
Эффект Расёмона описывает, как стороны воссоздают произошедшее событие — по-разному и противоречиво, что показывает их субъективную интерпретацию и толкование, основанное на корыстных побуждениях, а не объективную оценку. Эффект Расёмона становится особенно очевиден в случаях, когда событие является предметом судебного разбирательства. Здесь не стоит удивляться, когда обе стороны заявляют, что выиграли дело.

## В популярной культуре
Творческий подход Акиры Куросавы в фильме «Расёмон» оказал заметное влияние на кинематограф и культуру в целом, привнес в кино и телевидение новый вид повествования и описания событий. Многие фильмы и телешоу построены на эффекте Расёмона, включая противоречивые воспоминания разных рассказчиков. Фильмы, в которых использовался эффект Расёмона: Злые и красивые, Подозрительные лица, Бойцовский клуб, Госфорд-парк, Плёнка, Герой, Точка обстрела, Исчезнувшая, Последняя дуэль и другие.
Термин также используется для обозначения общих представлений об относительности истины и надежности памяти (субъективности восприятия). Например, в сфере права адвокаты и судьи обычно говорят об «эффекте Расёмона», когда свидетели из первых рук сталкиваются с противоречивыми показаниями.

## Другие примеры
- Ненадёжный рассказчик
- Слепые и слон
- Расёмон
- Пёс-призрак: путь самурая
- Последняя дуэль